# Amdorfbach
Der Amdorfbach ist ein gut 8,5 Kilometer langer, mit seinem Oberlauf Mühlbach fast 16 km langer rechter und westlicher Zufluss der Dill im hessischen Lahn-Dill-Kreis im östlichen Westerwald.

## Geographie

### Quellbäche

#### Mühlbach
Der Mühlbach ist der gut sieben Kilometer lange linke Quellbach des Amdorfbaches. Er wird oft auch als dessen Oberlauf angesehen.
Er entsteht auf einer Höhe von etwa 590 m ü. NHN aus mehreren Quellästen in einer Wiese südwestlich des Driedorfer Ortsteils Heisterberg auf der Westerwälder Basalthochfläche.
Zunächst fließt er  in östlicher Richtung, unterquert die K 83 (Ambachstrasse)  und läuft dann am Nordrand des ausgewiesenen Naturschutzgebietes Bermershube bei Heisterberg entlang. Er kreuzt nachfolgend den Gusternhainerweg und speist kurz danach den Heisterberger Weiher. Sein Weg führt weiterhin ostwärts erst durch das Mischwaldgewann Scheid und durch das Wiesengewann Im süßen Placken. Er quert nun die L 304, wechselt seine Laufrichtung nach Nordnordosten und fließt danach durch einen kleinen Nadelwald. Am Nordrand des Waldes fließt ihm ein Amdorfbach genanntes Gewässer (GKZ 2584721918) zu. Der Mühlbach fließt nun durch einen Grünstreifen, welcher auf beiden Seiten von Nadelwald gesäumt wird, in Richtung Nordosten.
Er erreicht den Herborner Stadtteil Schönbach und vereinigt sich am Ausgang des Ortes auf einer Höhe von etwa 338 m ü. NHN mit dem von Südwesten kommenden Bierbach zum Amdorfbach.

#### Bierbach
Der Bierbach ist der etwa zweieinhalb Kilometer lange rechte Quellbach des Amdorfbaches. Er wird oft auch als dessen Zufluss angesehen.

### Verlauf
Vom vereinigten Bach spaltet sich kurz darauf ein Arm ab, dessen Wasser früher die Sauermühle antrieb. Der Bach fließt zunächst durch Grünland in Richtung Nordnordosten, unterquert dann die K 69 (Schönbacher Hauptstrasse) und läuft danach nordostwärts am Nordrand eines Mischwaldes zunächst am Fuß des Wolfberges und dann am Rammelsheck entlang. Er quert die K 61, passiert dann Amdorf und fließt danach rechts am Singelberg (366,8 m ü. NHN) vorbei. Beim Höhenberg wird er auf seiner linken Seite vom Erdbach gespeist. Der Amdorfbach fließt nun nordwärts am Ostrand eines kleinen Nadelwaldes entlang, auf der anderen Seite grenzt sein Ufer an eine Wiese. Kurz bevor er Uckersdorf erreicht, einen anderen Stadtteil von Herborn, fließt ihm von links der Medenbach zu. Der Amdorfbach läuft am Südrand des Ortes entlang, zieht dann etwa sechshundert Meter begleitet von der L 3042 (Burgerstrasse) durch Wiesen, ehe ihn von links kurz nacheinander Donsbach und Diehlbach verstärken. Sein Lauf führt nun ostwärts. Er unterquert die E 40/E 41 (Autobahn 45), zieht südostwärts durch eine Grünzone, worauf von rechts der Windelbach einfließt.
Er erreicht nunmehr den Ortsrand von Herborn-Burg und mündet schließlich südlich der Bahnstation Burg Nord auf einer Höhe von etwa 214 m ü. NHN von rechts in die Dill.
Sein mit dem Mühlbach insgesamt 15,9 km langer Lauf endet ungefähr 376 Höhenmeter unterhalb der Quelle des Mühlbach. Er hat somit ein mittleres Sohlgefälle von etwa 24 ‰.

### Einzugsgebiet
Das 54,19 km² große Einzugsgebiet des Amdorfbachs liegt im Westerwald und wird über die Dill, die Lahn, den Main und den Rhein zur Nordsee entwässert.
Es grenzt
- im Südosten an das des kleinen Kallenbachs, der in die Dill mündet;
- im Süden an das des Rehbach, ebenfalls ein Zufluss der Dill;
- im Westen an das der Nister, die in die Sieg mündet;
- im Nordwesten an das des Dillzuflusses Aubach und
- im Norden an das des Marbachs und an das des Lützelbachs, die beide Zuflüsse der Dill sind.

Die höchst Erhebung ist das 620,5 m ü. NHN hohe Großefeld im Südwesten des Einzugsgebiets.

### Zuflüsse
- Ortsbach[4] [GKZ 2584721918] (links), 1,8 km
- Bierbach (Schönbach) (rechter Quellbach[5]), 2,5 km
- Katzenbach[4][6] (links), 0,4 km
- Mauerbach[4] [GKZ 25847238] (rechts), 0,6 km
- Erdbach (links), 6,0 km, 10,09 km²
- Medenbach (links), 5,8 km, 7,15 km²
- Donsbach (links), 6,2 km, 10,43 km²
- Diehlbach[4][7] [GKZ 25847292] (links), 0,9 km
- Windelbach (rechts), 1,3 km

## Fauna
Im Amdorfbach kommen Bachforelle, Groppe und Schmerle vor.